# HD 164427
HD 164427 è una stella della Costellazione del Telescopio. Venne scoperta nel 2001 in Australia. Attorno alla stella orbita il pianeta HD 164427b.